# Sveti Jakov Pravedni
Sveti Jakov Pravedni (? − 62), takođe poznat kao Jakov Jerusalimski ili Jakov Božji brat bio je važna ličnost ranog hrišćanstva, odnosno vođa hrišćana u Jerusalemu u prvim decenijama nakon Isusove smrti i vaskrsenja. Nekoliko ranih izvora ga navodi kao Isusovog brata; istoričari su te navode ponekad tumačili metaforički, smatrajući kako je Jakov Pravedni opisan kao duhovni brat ili možda tek bliski rođak. Najstarija hrišćanska liturgija, Liturgija Svetog Jakova, naziva ga bratom Božjim.
Podaci o njegovom životu su relativno oskudni, a izvori se uglavnom svode na Novi zavet, odnosno Dela apostolska, jevrejskog pisca Flavija Josifa kao i ranog hrišćanskog pisca Hegesipa. Veruje se kako je bio autor Poslanice Jakovljeve u Novom zavetu, prvi od Sedamdeset apostola i autor Apostolskog ukaza koji se spominje u Delima apostolskim. U Poslanici Galaćanima, Pavle iz Tarsa описује своју прву посету Jerusalimu gde je sreo Jakova te odseo kod Kefasa (Simon Petar). Hegesip ga opisuje kao vegetarijanca.
Godine 62. ga je tadašnji prvosveštenik Jerusalima Anan ben Anan osudio na smrt kamenovanjem.

## Spoljašnje veze
- Flavius Josephus Antiquities of the Jews Book 20, Chapter 9 Архивирано на веб-сајту  (23. фебруар 2007)
- Jerome, De Viris Illustribus ch.2, the second chapter, directly following Simon Peter.
- Catholic Encyclopedia: The Brethren of the Lord
- Jewish Encyclopedia: James
- Schaff's History of the Christian Church on James, section 27
- Traditional site of the Martyrdom of St. James in the Armenian church of St. James in Jerusalem (photo)